# Cize (Ain)
Cize' egy település Franciaországban, Ain megyében. Lakosainak száma 175 fő (2022. január 1.). Cize Bolozon, Corveissiat, Grand-Corent és Hautecourt-Romanèche községekkel határos.

## Népesség
A település népességének változása:
| Lakosok száma | 126  | 108  | 112  | 141  | 173  | 171  | 173  | 179  | 178  | 175  |
|               | 1968 | 1982 | 1990 | 2006 | 2013 | 2015 | 2017 | 2019 | 2020 | 2022 |